# Máel Ruanaid
Máel Ruanaid mac Donnchada Midi (mort en 843) issu du  Clan Cholmáin, est roi  d'Uisneach  dans le royaume de Mide. Il est le fils de l'Ard ri Erenn, Donnchad Midi mac Domnaill et le frère de l'Ard ri Erenn Conchobar mac Donnchada. Il règne sur
Uisnech de 833 à 843.

## Règne
Máel Ruanaid accède  à la royauté d'Uisnech à la mort de son frère Conchobar mac Donnchada en 833 mais il ne peut lui succéder comme Ard ri Erenn car ce titre est dévolu alternativement par roulement au Clan Cholmáin et au Cenél nEógain des Uí Néill du nord depuis 734. Niall Caille mac Áeda devient à ce titre rí hÉrenn uile comme représentant de la branche du nord des Uí Néill. 
Niall Caille, afin d'asseoir son autorité organise des razzias dans le Mide au cours de l'année 835. Son royaume se trouve également impliqué dans le conflit entre  Niall Caille et Feidlimid mac Crimthain, le Munster. Feidlimid lance des raids sur Mide et Brega et s'avance jusqu'à Tara en 840 où il finalement arrêté par  Niall.
En 841 Máel Ruanaid est vaincu par son neveu  Diarmait mac Conchobair qui l'écarte temporairement du pouvoir sur Mide mais son fils
Máel Sechnaill mac Maíl Ruanaid tue Diarmait la même année et sauve ainsi le trône de son père
.

## Postérité
Máel Ruanaid laisse deux fils de son union avec Aróc, fille de Cathal mac Fiachrach :
- Flann mac Máele Ruanaid (mort en 845) qui devient roi de Mide
- Máel Sechnaill mac Maíl Ruanaid, qui succède à son frère et devient Ard ri Erenn en 846.